# Athénée de Luxembourg
L'Athénée de Luxembourg (en luxembourgeois : De Kolléisch, le nom qu'il a constamment conservé dans la population luxembourgeoise) est une institution publique d'enseignement secondaire située à Luxembourg.

## Historique
Installé en 1817 dans les bâtiments de l'ancien Collège des Jésuites (1603-1773) et des différents établissements secondaires qui avaient succédé à ce dernier, cette institution publique est transférée en 1964 vers le campus Geesseknäppchen, à Merl, quartier situé au sud-ouest de la capitale du Grand-Duché. C'est la plus ancienne école secondaire du pays, avec une tradition remontant à 1603. 
De 1817 au début des années 1970, l'Athénée de Luxembourg possédait des Cours supérieurs (ou académiques) équivalant à une première année universitaire (philosophie & lettres et sciences).

## Anciens élèves célèbres
- Jean Asselborn
- Gaston Thorn
- Jacques Poos
- Josy Barthel
- Félix de Blochausen
- Heinrich Johann Nepomuk von Crantz
- Pierre Dupong
- Paul Eyschen
- Gaspard-Théodore-Ignace de la Fontaine
- Jean-Baptiste Fallize (en)
- Luc Frieden
- Pierre Frieden
- Joseph Gredt
- Nicolas Gredt
- Anne Kremer
- William Justin Kroll
- Joseph Kutter
- Eugène Jungers
- Hana Sofia Lopes
- Émile Mayrisch
- Jean-Baptiste Nothomb
- Émile Reuter
- Jacques Santer
- Robert Schuman
- Emmanuel Servais
- Antoine Wehenkel
- Sosthène Weis